# Hans König (Physiker, 1910)
Hans König (* 3. März 1910 in Ansbach; † 15. April 2002 in Wedel) war ein deutscher Physiker und Hochschullehrer.

## Leben
Hans König wurde 1910 als Sohn des Versicherungsinspektors Kuno König in Ansbach geboren. Er besuchte die Oberrealschule seiner Heimatstadt und machte an Ostern 1929 sein Abitur. Ab dem Sommersemester 1929 studierte er Physik an der TH Danzig. Im Dezember 1933 schloss er sein Studium mit dem Diplomingenieur ab. Bereits seit dem 1. Oktober 1933 war er Assistent bei Eberhard Buchwald an der TH Danzig. Diese Assistentenstelle behielt er bis zum 1. April 1940 inne. Im Oktober 1937 wurde er u. a. von den Physikern Buchwald, Fromm und Kosel in Danzig promoviert. Der Titel seiner Arbeit lautete Magnetische Doppelbrechung organischer Flüssigkeiten und ihrer Dämpfe. Im April 1940 wurde er ebenfalls in Danzig habilitiert.
Ab Mai 1941 wechselte er als Leiter der Physikalischen Abteilung an die Luftfahrtforschungsanstalt München e.V. Die Physikalische Abteilung der LFM war an der Universität Göttingen angesiedelt. König hatte einen Raum im Institut von Robert Wichard Pohl. Er hatte keine Lehrverpflichtung und konnte sich mit seinen Mitarbeitern ganz der Forschung widmen. Er beschäftigte sich vor allem mit Kristalluntersuchungen mittels Elektronenstrahlen später auch mit der Elektronenmikroskopie, in der er zu einem anerkannten Spezialisten in der Präparationstechnik wurde. Am 31. Mai 1945 wurde König beim LFM entlassen und das Institut aufgelöst.
Hans König war bereits am 1. Juni 1929 dem NSDStB und zum 1. November 1929 der NSDAP beigetreten (Mitgliedsnummer 163.341). Im Entnazifizierungsverfahren gab er wahrheitswidrig an, er sei erst 1936 der NSDAP beigetreten. Aufgrund dieser Angaben wurde er im März 1949 als Entlasteter (Kategorie V) eingestuft. König, der in Göttingen als Anhänger des Nationalsozialismus bekannt war und bis zum Kriegsende in Luftwaffenuniform zum Institut kam, dürfte davon profitiert haben, dass sein Gönner Robert Pohl im Entnazifizierungsausschuss saß.
Mit Unterstützung der Physikfakultät der Universität Göttingen erhielt Hans König bereits im Mai 1947 eine Stelle eines wissenschaftlichen Assistenten am III. Physikalischen Institut. Er wurde schließlich Oberassistent und Dozent. Am 1. November 1951 trat er die Nachfolge von Hans Rau an der TH Darmstadt an. Er wurde in Darmstadt zum ordentlichen Professor für Experimentalphysik berufen. Wenige Monate später wurde sein Göttinger Kollege und Freund Karl Heinz Hellwege an die TH Darmstadt berufen.
Aufgrund von Unregelmäßigkeiten am Institut von König, wurde er Mitte 1959 zunächst vorläufig beurlaubt. Das von der Staatsanwaltschaft Darmstadt eingeleitete Verfahren wegen Urkundenfälschung und Betrugs blieb jedoch zunächst ohne Konsequenz, da eine persönliche Bereicherung nicht nachzuweisen war. Ein von der TH Darmstadt im Februar 1961 eingeleitetes Dienststrafverfahren führte schließlich am 28. Februar 1962 zur Versetzung in den Ruhestand. Im Rahmen der Berechnung der Pensionsbezüge stellte sich heraus, dass König falsche Angaben im Rahmen der Entnazifizierung 1949 in Göttingen und im Personalbogen von 1951 gegenüber der TH Darmstadt gemacht hatte. Dies veranlasste das zuständige Ministerium unter Ernst Schütte dazu, die Einstellung der Versorgungsbezüge zu erwirken und den Professorentitel abzuerkennen. König legte dagegen Rechtsmittel ein, unterlag jedoch in letzter Instanz vor dem Verwaltungsgerichtshof in Kassel im März 1967.
Bereits 1962 nahm Hans König eine Position an der Physikalisch-Technischen Lehranstalt Lübeck-Schlutup an. Dieses von Helmut Harms, den König aus den 1940er Jahren gut kannte, nach dem Zweiten Weltkrieg gegründete Institut wechselte 1963 nach Wedel und war die Keimzelle der 1969 gegründeten Fachhochschule Wedel. Dort war König bis Mitte der 1970er Jahre tätig.
Hans König war in erster Ehe ab 1935 mit Elfried Dröge verheiratet. Aus der Ehe gingen fünf Kinder hervor. In zweiter Ehe war er seit 1956 mit Mechthild König geb. Knoch liiert. Aus dieser Ehe gingen zwei Töchter hervor.

## Veröffentlichungen
- Magnetische Doppelbrechung organischer Flüssigkeiten und ihrer Dämpfe. Danzig 1937.